# (11824) Алпаидзе
(11824) Алпаидзе (лат. Alpaidze) — типичный астероид главного пояса, открыт 16 сентября 1982 года советским астрономом Людмилой Черных в Крымской астрофизической обсерватории и 2 апреля 2007 года назван в честь генерала Галактиона Алпаидзе.

## Обнаружение и именование
(11824) Алпаидзе
Открыт 16 сентября 1982 года в Крымской астрофизической обсерватории Л. И. Черных.
Галактион Елисеевич Алпаидзе (1916—2006) был начальником космодрома в Плесецке с 1963 по 1975 год. Под его руководством космодром был разработан для испытаний космических аппаратов, и он стал самой активной стартовой площадкой в мире.
Оригинальный текст (англ.)11824 Alpaidze
Discovered 1982 Sept. 16 by L. I. Chernykh at the Crimean Astrophysical Observatory.
Galaktion Eliseevich Alpaidze (1916—2006) was chief of the cosmodrome in Plesetsk from 1963 to 1975. Under his leadership the cosmodrome was developed for testing space vehicles, and it became the most active launch site in the world.
Источники: 20070402/MPCPages.arc; M.P.C. 59385.

## Орбита

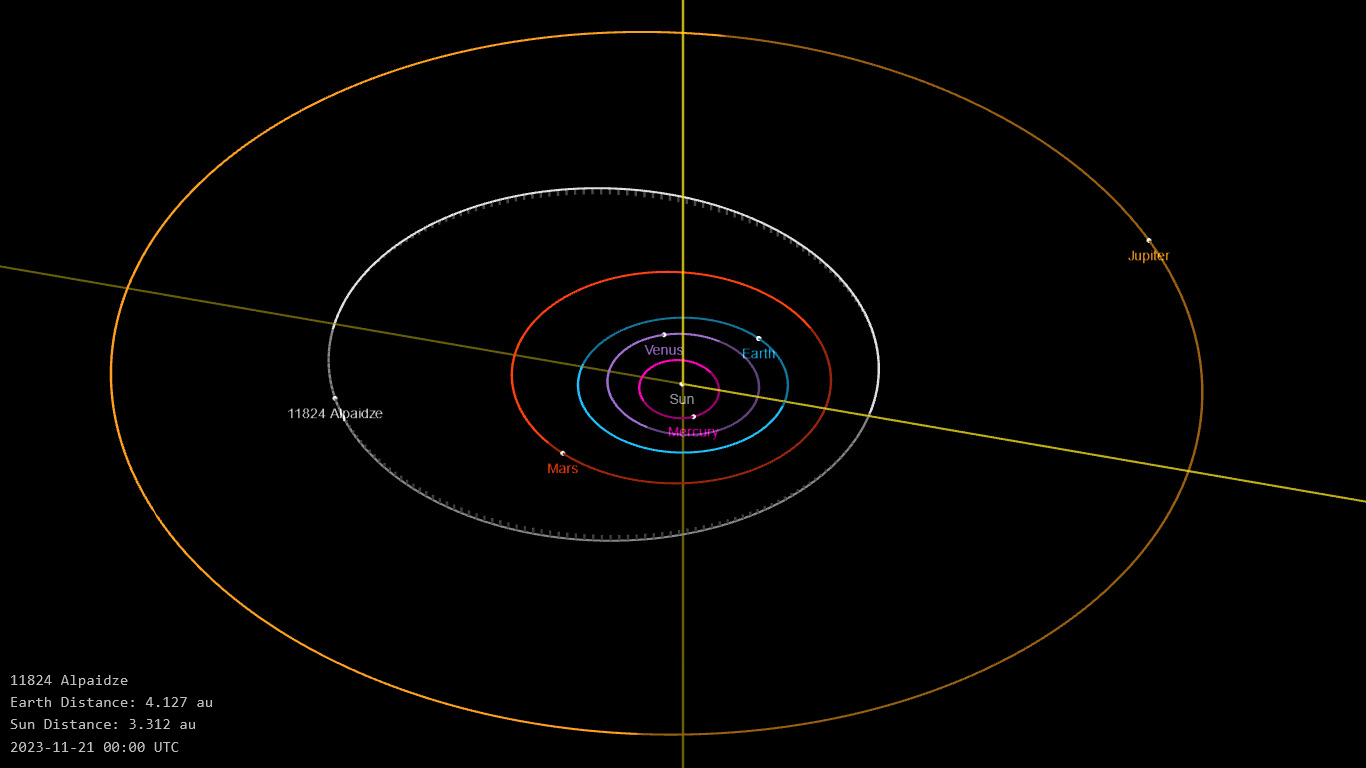
Орбита астероида Алпаидзе и его положение в Солнечной системе

## Физические характеристики
Астероид относится к таксономическому классу C.
По результатам астрономической съёмки Palomar Transient Factory (PTF) и наблюдений системы последнего оповещения о столкновении астероида с Землей Asteroid Terrestrial-impact Last Alert System абсолютная звёздная величина астероида оценивалась равной 14,692±0,001m и 15,309±0,001m, 14,72±0,079m.